# 銀河航空 (日本)
銀河航空是一家位於日本的貨運航空公司，成立於2005年，基地位於東京羽田國際機場。

## 歷史
銀河航空成立於2005年5月17日，在2006年2月向國土交通省申請經營權，9月取得航班經營權，於10月31日開始以東京國際機場為中心的貨運服務，來往沖繩和北九州市。12月接收第二架A300後，在2007年4月3日開始新航線服務，航點為大阪和札幌。日本航空和佐川急便分別擁有10%和90%銀河航空股權，在2007年3月時有122名員工。銀河航空在2008年10月終止其服務。

## 過去機隊

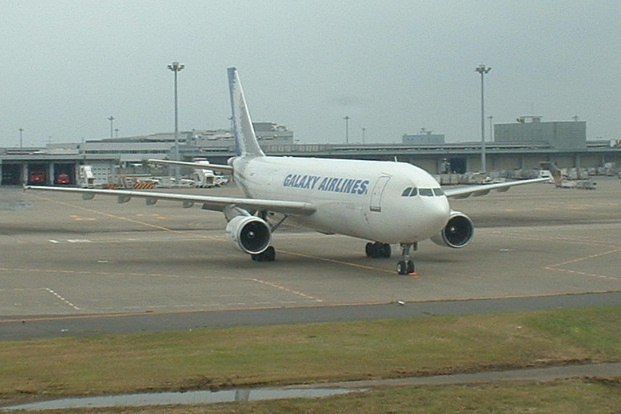
銀河航空A300-600F

- 2架A300-600RF